# 森山あすか
森山 あすか（もりやま あすか、1996年4月22日 - ）は、日本のお笑い芸人、YouTuber。広島県広島市出身。ワタナベエンターテインメント所属。父は元サッカー日本代表の森山佳郎。

## 来歴
小学5年生の時にテレビで見たイモトアヤコに影響を受けて、お笑い芸人を目指す。
高校卒業後の2015年4月、ワタナベコメディスクール（WCS）に22期生として入学し、2016年3月に卒業。同年4月にワタナベエンターテインメントに正式に所属が決定。
2016年4月29日に放送されたRCCテレビ『カンムリ』でテレビ初出演。その後、日本テレビのバラエティ番組『世界の果てまでイッテQ!』で開催された6年ぶりとなる新人オーディションにて選抜メンバーに選ばれ、出演を果たした。
ワタナベコメディスクール同期のあはは・荒川と2期後輩のアユチャンネルとの3人組ユニット「トリプルあー」でも活動（トリオ名の名付け親はクールポコ。のせんちゃん）。このトリオで女芸人No.1決定戦 THE Wに出場もしている。

## 人物
父は元サッカー日本代表で現・ベガルタ仙台監督の森山佳郎。
WCS在籍時は「森山明日香」の名前で活動していた。
サッカーを7年、バドミントンを3年やっていた。ピアノは11年やっており、『世界の果てまでイッテQ!』で腕前を披露している。また水泳、スキーも得意。
尊敬する人物はイモトアヤコ。そのため高校もイモトのトレードマークであるセーラー服を着用できる学校に入学した。「世界の果てまでイッテQ!」出演オーディションに選ばれたことを機に、番組レギュラーであるイモトの妹分芸人として紹介され、共演を果たした。
好きな音楽は椎名林檎、JUDY AND MARY。ディズニー好きで、東京ディズニーランドの年間パスポートを持っている。牛肉の部位、歴代のサッカー広島県選抜について詳しい。

## 芸風
- 衣装は基本的に、黄色いTシャツにピンクの蝶ネクタイ、ピンクのショートパンツ[16][17]。
- 自己紹介は「アクティブ女子日本代表」[16][17]。
- あたかも本当のようにエピソードを語り、「嘘でーす！」と大声をあげ否定する[16][17]。

### 一発ギャグ
- 喜びを表現するギャグとして反復横とびしながら「反復よろこび」と叫ぶネタがある[16][17]。

### YouTube
森山あすかのあすPぱんちくりんチャンネル🌷🔆
- ベガルタ仙台の観戦記、食べ飲み歩きの動画が主である[動画 1]。

## 出演

### バラエティ
- カンムリ（RCCテレビ）
  - レギュラーコーナー「森山あすかの残念食堂」2016年4月 - 2016年12月）[18]
  - 祝!放送100回記念 北海道の旅 北の国から（2019年2月22日・3月1日・3月8日）
- 世界の果てまでイッテQ!（2016年6月 - 2018年3月、日本テレビ）「世界の果てまでイッタっキリ」出演[5]
- よくばりアリス（2017年1月 -  2019年9月、広島テレビ）レギュラーコーナー「あすかのモリアゲ隊」
- 広島市広報番組『カープ家のひろしま生活』（2019年4月 - 、広島テレビ）三富礼（サンフレ）あすか（親戚）役

### テレビドラマ
- プリティが多すぎる（2018年10月 - 12月、日本テレビ） - 美麗 役[19]

### 動画
1. ↑  “ブンブンハローYouTubeへのこだわり”.   YouTube (2011年7月19日). 2023年6月18日閲覧。